# Salvado

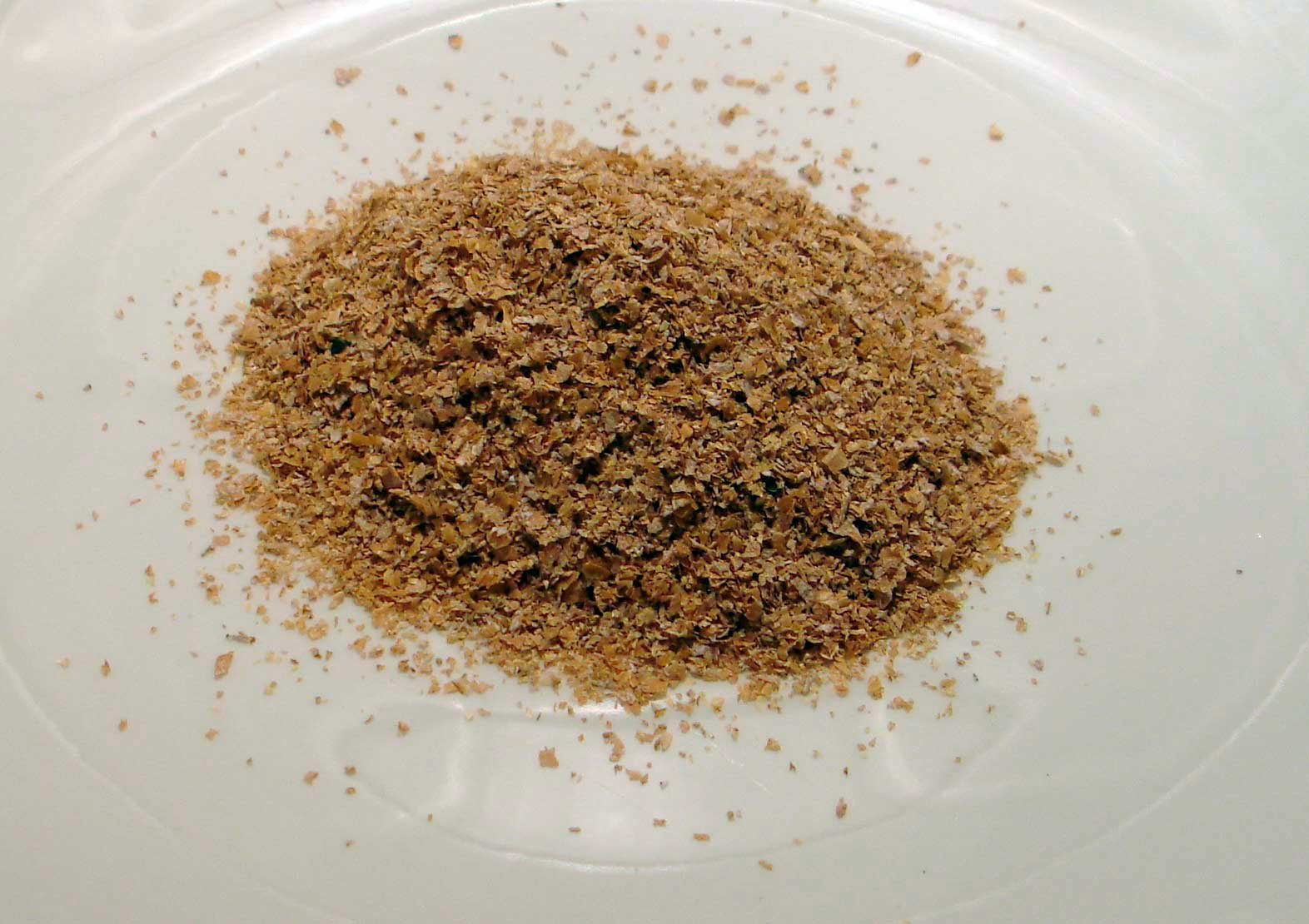
Salvado de trigo.

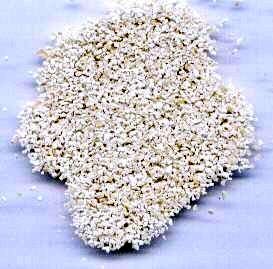
Salvado de avena.

El salvado, afrecho o cascarilla es el resultado de una parte de la molienda de los granos de cereales, en concreto procede de las cinco capas más externas del grano, formadas por una primera capa exterior de envuelta, o cutícula, la segunda o epicarpio, la tercera o endocarpio, la cuarta capa, denominada testa y la quinta, denominada aleurona.
Contiene celulosa, polisacáridos o hemicelulosa, proteínas, grasas, minerales y agua. Comprende alrededor del 15% del peso del cereal y es un producto derivado de la molienda de los granos para obtener la harina. Se presenta como granulado y también en polvo. Proporciona fibra insoluble en agua, aunque (según su origen) otros tienen fibra hidrosoluble.
La harina se obtiene del endospermo, pero incorpora también parte de la aleurona. El germen supone el 2,5% del peso del grano.

## Composición
El salvado, además de la función germinadora, sirve a la semilla como coraza protectora contra los hongos, bacterias, virus, insectos, mamíferos, etc. y tiene la siguiente composición[cita requerida]:
- Componentes nutritivos: alrededor del 30% (pero se debe tener en cuenta que tiene factores anti-nutritivos)
  - Proteína 12%
  - Glúcidos 15%
  - Lípidos 4%
- Esenciales: (se debe tener en cuenta los factores anti-nutritivos que tiene)
  - Minerales: Fe, Mg, Mn, Se, Zn...
  - Vitaminas: B3, B6, B1
- Componentes no nutritivos: Fibra vegetal, cerca del 55% (sobre todo carbohidratos no digeribles por los no rumiantes)
  - Celulosa,
  - Hemicelulosa,
  - Lignina
  - Silicatos
- Elementos anti-nutritivos:
  - En general:
    - Fitina: inhibe la absorción de minerales y de vitamina B1, hace indigeribles algunas proteínas
    - Lipasa (inhibidor): hace ineficaz la lipasa pancreática

  - Centeno: arabinoxilana, alquilresorcina
  - Cebada: glucanos, inhibidores de las enzimas digestivas
  - Trigo: pentosanas, lectina

Ya que grandes cantidades de centeno perturban el crecimiento, está contraindicado en personas en edad de crecimiento.

## Usos

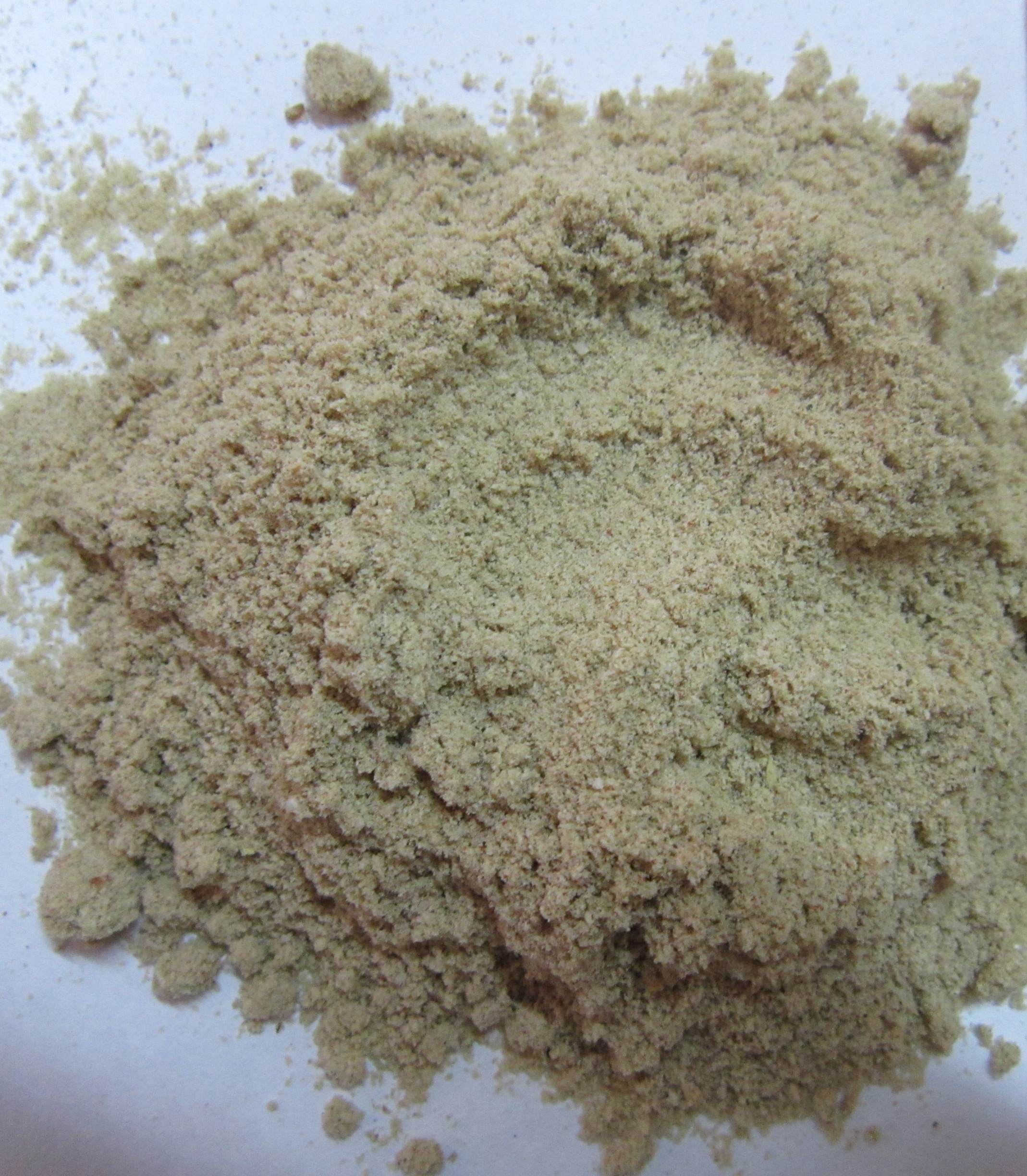
Salvado de arroz.

Quizá el más utilizado sea el salvado de trigo, pero hay otros cereales como los salvados de avena, centeno, arroz, etcétera.
En la actualidad (siglo XXI) se ha hecho frecuente el uso de muchos de ellos debido a la gran cantidad de nutrientes y fibra dietéticas que contienen, y los convierten en especialmente aptos para una nutrición más completa en la dieta alimenticia del ser humano, incrementando el tamaño del bolo alimenticio. Se emplea en la elaboración de ciertos cereales de desayuno dietéticos como el 100% Bran de Kraft Foods o el All-Bran de Kellogg's. También se utiliza como pienso para cerdos.
Un ejemplo común del uso del salvado de trigo es en un tipo de pan llamado pan de salvado, el cual posee mayor cantidad de fibra dietética que el pan integral corriente y se emplea cada vez más como una alternativa más nutritiva a las harinas más manipuladas o refinadas.

## En España
En algunas localidades de Andalucía como Villacarrillo, Jaén, y alrededores se llama moyuelo al residuo sólido que queda después de haber molido el trigo y separado la harina fina. También es utilizado como sinónimo de salvado. En Albendín, Córdoba, el salvado, junto con los restos de la molienda de trigo, son conocidos como "Gerónimos".